# Jaroslav Drobný (futbolista)
Jaroslav Drobný (18 d'octubre de 1979) és un exfutbolista txec que jugava com a porter.